# 島原夏海
島原 夏海（しまばら なつみ）は日本の女優・劇作家・演出家。大阪市の劇団・一般社団法人無名劇団の代表。劇団では役者・演出・脚本を担当。

## 人物
大阪生まれ、大阪育ち。大阪大学大学院文学研究科修士課程修了。文部科学省認定ワークショップデザイナー育成プログラム第3期修了生。NPO法人大阪現代舞台芸術協会DIVEの元理事で、現在は一般社団法人日本演出者協会関西ブロック役員。
演劇部の顧問を務めていた島原の母の影響で、15歳の頃より関西小劇場演劇を始める。母が卒業生達と立ち上げた劇団・無名劇団に17歳で入団。前代表・中條岳青の退団とともに2009年から2014年にかけて劇団自体の活動が実質休止状態になるも、2015年に島原が中心となり、ほぼ新メンバーで活動を復活させる。その際、島原が二代目の劇団代表に就任、その後全作品の演出と、最近ではメインで脚本を務めることとなった。
自身が代表に就任して初めての作品となる『無名稿 あまがさ』が應典院舞台芸術祭 space×drama 2015にて優秀劇団に選出。翌年の應典院舞台芸術祭 space×drama 2016にて演出賞受賞。日本演出者協会主催「近代戯曲を読む2017」にて倉田百三作『出家とその弟子』の演出を担当。平成29年度アイホール次世代応援企画 break a legにて上演された『無名稿 侵入者』で演出・主演を務める。2017年より、自身の体験をモチーフに、悲しみや葛藤、共依存関係や死生観をテーマにした脚本を書いて上演することが増え、自身の祖母との葛藤を描いた半自伝的戯曲『私戯曲 りんごのうた』が日本劇作家協会新人戯曲賞1次選考を通過する。2021年度には、スペイン風邪流行期のアーティストの苦悩を描いた『波高けれども晴天なり』が、第35回テアトロ新人戯曲賞にて応募総数123編中、最終候補2作に選出(その年の受賞作なし)。また同年、大阪市西成区の鶴見橋商店街の空き店舗を劇団員とともにアトリエに改装し、劇場での上演以外にもアトリエで小作品などを上演したり、西成区鶴見橋しを舞台にした劇場公開映画『ボンバイエ！』の撮影、監督・脚本を務めたりと、西成区での活動も積極的に行っている。
祖母の影響で昭和歌謡を好み、どこかレトロでシュールな作品を創造する。猫が好きで、現在は3代目となる保護猫を飼っている。